# Бетрак
Бетра́к (фр. Bétracq) — коммуна во Франции, находится в регионе Аквитания. Департамент — Атлантические Пиренеи. Входит в состав кантона Тер-де-Люи и Кото-дю-Вик-Бий. Округ коммуны — По.
Код INSEE коммуны — 64118.

## География
Коммуна расположена приблизительно в 630 км к югу от Парижа, в 155 км южнее Бордо, в 35 км к северо-востоку от По.
По территории коммуны протекает река Бергон.

### Климат
Климат тёплый океанический. Зима мягкая, средняя температура января — от +5°С до +13°С, температуры ниже −10 °C бывают редко. Снег выпадает около 15 дней в году с ноября по апрель. Максимальная температура летом порядка 20-30 °C, выше 35 °C бывает очень редко. Количество осадков высокое, порядка 1100 мм в год. Характерна безветренная погода, сильные ветры очень редки.

## Население
Население коммуны на 2010 год составляло 49 человек.
| 1962 | 1968 | 1975 | 1982 | 1990 | 1999 | 2010 |
| ---- | ---- | ---- | ---- | ---- | ---- | ---- |
| 82   | 88   | 81   | 77   | 85   | 65   | 49   |

## Администрация
| Период | Период | Фамилия           | Партия | Примечания |
| ------ | ------ | ----------------- | ------ | ---------- |
| 1995   | 2001   | Жан Шаперо        |        |            |
| 2001   | 2020   | Франсуа Дюбертран |        |            |

## Экономика
В 2010 году среди 30 человек трудоспособного возраста (15-64 лет) 16 были экономически активными, 14 — неактивными (показатель активности — 53,3 %, в 1999 году было 80,5 %). Из 16 активных жителей работали 14 человек (8 мужчин и 6 женщин), безработных было 2 (2 мужчин и 0 женщин). Среди 14 неактивных 0 человек были учениками или студентами, 8 — пенсионерами, 6 были неактивными по другим причинам.

## Достопримечательности
- Церковь Св. Мартина (XVI век)[4]
- Ансамбль оборонительных укреплений Касте-де-Сарран[5]